# Coupe d'Afrique des nations de hockey sur gazon
La Coupe d'Afrique des nations de hockey sur gazon est une compétition sportive opposant les meilleures sélections africaines de hockey sur gazon.

## Palmarès
| Édition | Année | Or                 | Argent | Bronze   | 4e       | Lieu     |
| ------- | ----- | ------------------ | ------ | -------- | -------- | -------- |
| 1       | 1974  | Ghana (1)          | Kenya  | Ouganda  | Nigeria  | Le Caire |
| 2       | 1983  | Égypte (1)         | Kenya  | Ghana    | Zimbabwe | Le Caire |
| 3       | 1989  | Égypte (2)         | Kenya  | Malawi   | Zimbabwe | Blantyre |
| 4       | 1993  | Afrique du Sud (1) | Égypte | Kenya    | Zimbabwe | Nairobi  |
| 5       | 1996  | Afrique du Sud (2) | Kenya  | Égypte   | Zimbabwe | Pretoria |
| 6       | 2000  | Afrique du Sud (3) | Égypte | Zimbabwe | Kenya    | Bulawayo |
| 7       | 2005  | Afrique du Sud (4) | Égypte | Ghana    | Nigeria  | Pretoria |
| 8       | 2009  | Afrique du Sud (5) | Égypte | Ghana    | Nigeria  | Accra    |
| 9       | 2013  | Afrique du Sud (6) | Égypte | Kenya    | Ghana    | Nairobi  |
| 10      | 2017  | Afrique du Sud (7) | Égypte | Ghana    | Kenya    | Ismaïlia |
| 11      | 2022  | Afrique du Sud (8) | Égypte | Nigeria  | Kenya    | Accra    |

### Tableau récapitulatif
| Rang | Pays           | Médaille d'or, Afrique | Médaille d'argent, Afrique | Médaille de bronze, Afrique | 4e |
| ---- | -------------- | ---------------------- | -------------------------- | --------------------------- | -- |
| 1    | Afrique du Sud | 8                      | 0                          | 0                           | 0  |
| 2    | Égypte         | 2                      | 7                          | 1                           | 0  |
| 3    | Ghana          | 1                      | 0                          | 4                           | 3  |
| 4    | Kenya          | 0                      | 4                          | 3                           | 2  |
| 5    | Zimbabwe       | 0                      | 0                          | 1                           | 4  |
| 6    | Nigeria        | 0                      | 0                          | 1                           | 3  |
| 7    | Malawi         | 0                      | 0                          | 1                           | 0  |
| 8    | Ouganda        | 0                      | 0                          | 1                           | 0  |